# Léopold Kretz
 (mai 2013).
Si vous disposez d'ouvrages ou d'articles de référence ou si vous connaissez des sites web de qualité traitant du thème abordé ici, merci de compléter l'article en donnant les références utiles à sa vérifiabilité et en les liant à la section « Notes et références ».
Pour les articles homonymes, voir Kretz.
Léopold Kretz est un statuaire, dessinateur et peintre français d'origine polonaise, né le 4 février 1907 à Złoczów (aujourd'hui Zolotchiv en Ukraine) et mort le 16 avril 1990 à Cambo-les-Bains.

## Biographie
Léopold Kretz est né le 4 février 1907 à Złoczów, près de Lemberg en Galicie appartenant à l'empire d'Autriche-Hongrie. Il s'initie au dessin à l'Académie d'Art placée sous le mécénat du comte Andréi Sheptisky, métropolite de Lwow. Il est, durant quelques années l'élève de Novakivsky, peintre ukrainien attaché au mouvement romantique polonais. Il entre à  l'Académie des Beaux-Arts de Cracovie et devient le disciple du sculpteur polonais Dunikowski, ami personnel d'Antoine Bourdelle.
À la fin de ses études, en 1931, c'est en France qu'il choisit de venir perfectionner sa formation grâce à une bourse que lui octroie le métropolite Sheptisky.
Sa valeur artistique reconnue dès son arrivée, il exécute les bustes des professeurs Bellocq et Leriche, de la faculté de médecine, au cours d'un bref séjour à Strasbourg.
Il s'installe à Paris et fréquente divers ateliers : celui de Paul Landowski, de Gaumont à l'École Nationale des Beaux-Arts et de Bourdelle à l'académie de la Grande Chaumière.
Bourdelle s'est beaucoup intéressé à Kretz, à « son art sensible et raffiné qui constitue un maillon de la sculpture en France et dans le monde » (extrait d'un courrier de Rhodia Dufet Bourdelle du 12 juin 1990) En 1932, à l'âge de 25 ans, il présente sa première exposition personnelle à Paris, à la Galerie Pierre. À cette époque, il exécute les bustes de Maurice Ravel, André Gide et Darius Milhaud. Il entre aussi en contact avec quelques artistes indépendants de sa génération : Grüber, Balthus, Humblot.
À trente ans, dans son nouvel atelier au 11 Impasse Ronsin, il a pour voisin Constantin Brancusi et fait la connaissance de Malfray, Pimienta et Aristide Maillol. Il participe aux salons les plus réputés comme celui des Tuileries et devient sociétaire du Salon d'Automne. Il bénéficie alors d'une commande d'État pour le Musée du Luxembourg et, sous les auspices du Maître Maillol, réalise une grande figure en pierre pour le Musée d'Art Moderne de la Ville de Paris.
À la même époque, il rencontre quelques historiens d'art : Waldemar-George, René Huyghe, Paul Fierens, Bernard Champigneulle, Raymond Cogniat qui lui consacreront plusieurs articles et préfaces.
Survient la guerre. Enrôlé volontaire dans l'Armée Polonaise en France, il est réformé pour maladie, puis il participe à la Résistance. Poursuivi par la Gestapo, il en échappe par miracle et entre en clandestinité. Forcé d'abandonner son atelier et son travail, il ne peut pratiquer pendant ces années que le dessin, et ce dans des conditions très difficiles et aléatoires. Après la Libération, il reprend ses activités artistiques et obtient la nationalité française.
Il a alors son atelier rue d'Arsonval, et commence à partager sa vie entre sa création et l'enseignement : de 1945 à 1950 il sera professeur de dessin et de modelage, succédant à Charles Despiau et Robert Wlérick à l 'Académie de la Grande Chaumière; puis de 1950 à 1974, professeur de modelage et de sculpture à l'école des Beaux-Arts de Reims et de 1975 à 1983, professeur de portrait (buste) à l'École Nationale des Beaux-Arts de Paris.
Léopold Kretz est vice-président de la Société Nationale des Beaux Arts durant la deuxième moitié des années 1970.
À ses expositions personnelles, s'ajoute sa participation régulière à de nombreux salons, en tant que sociétaire, ou en qualité d'invité. Il est sollicité, lors de la création du groupe des Neuf, pour en faire partie. Kretz est aussi présent à diverses expositions prestigieuses telles que :
- « sculpture française contemporaine de Rodin à nos jours » au Musée Rodin et présentée ensuite à Londres, Bruxelles, Prague et Vienne ;
- « histoire du buste autour de Bourdelle » au Musée Bourdelle ;
- « dessins de sculpteur » au Château de Rohan, à Strasbourg ;
- « grands sculpteurs contemporains » au Musée de Narbonne.

De nouvelles commandes d'État lui sont proposées, entre autres pour Crest, Marseille, Châteauroux, Soissons, Sainte Maure de Touraine.
En 1954, sur commande de la direction des Beaux-Arts de la Ville de Paris, il réalise les trois archanges en pierre de la fontaine Notre-Dame (Square Jean XXIII), au chevet de la cathédrale. Grâce à leur restauration en 1993, « les Archanges de Kretz : Michel, Gabriel et Raphaël ont retrouvé leur intégrité et leur sereine beauté. » (article  de « Paris le journal », no 36 du 15 novembre 1993)
En outre, il réalise diverses médailles pour l'Hôtel de la Monnaie dont celles de  « Georges Auric », « Jorge Luis Borges », « Chaïm Soutine ».
Pendant plusieurs années, Kretz est membre du Comité de la Biennale des Formes Humaines, ainsi que président de la section Sculpture du Salon de la Société Nationale des Beaux-Arts. Diverses distinctions le récompensent, entre autres : le Prix des Vikings, le Grand Prix de Sculpture (Arts en Yvelines, Orangerie du Château de Versailles), le Grand Prix du Conseil Général de Seine-et-Marne (Fontainebleau), le prix Rodin...
En octobre 1963, il est nommé Chevalier des Arts et Lettres. Il rejoint également le fameux "Groupe des Neuf" à sa création le 11 novembre 1963. 

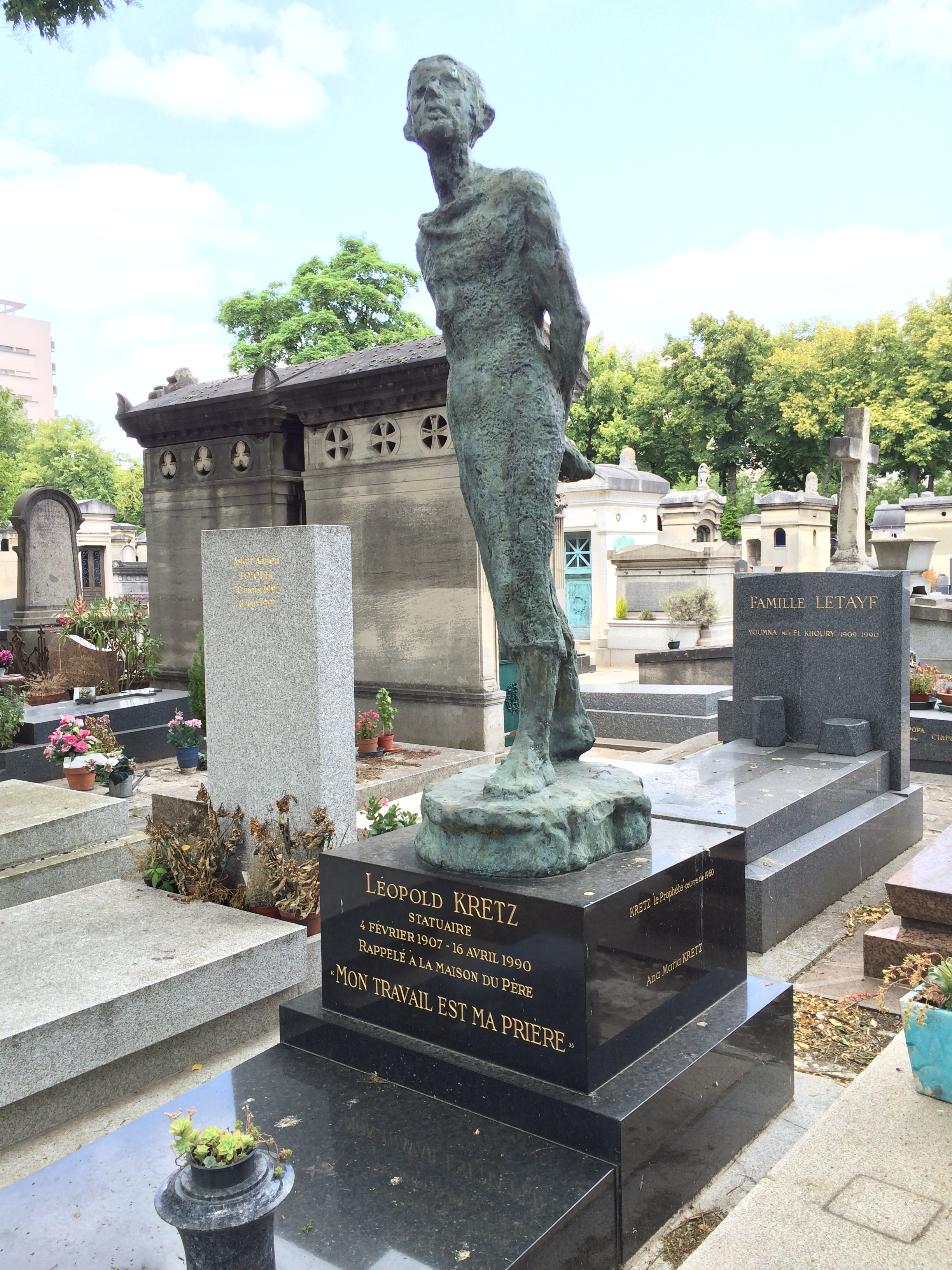
Autre vue de la sépulture de Léopold Kretz.

En 1983, il reçoit la Médaille de Vermeil de la Ville de Paris. Nombre d'hommages lui sont rendus, dont celui du Salon d'Automne (1988). Ses œuvres se trouvent dans de nombreuses collections publiques et particulières, en France et à l'étranger.
Travaillant jusqu'à ses derniers jours, Léopold Kretz meurt le 16 avril 1990. 
Le 4 février 1991, sa sculpture Le Prophète (bronze), est installée sur la tombe de l'artiste au cimetière du Montparnasse. En 1992 a eu lieu l'inauguration d'une sculpture : Jeune fille en ville , installée Place du Pilori, à Angers. En 1996, est organisée une grande rétrospective de ses œuvres au Château de Trévarez de Saint-Goazec. En 2005, une grande exposition lui est consacrée aux Anciennes écuries des ardoiseries de Trélazé.
Sa veuve Ana Kretz, aujourd'hui décédée, et qui a consacré pendant de nombreuses années toute son énergie à la défense de l'œuvre de Léopold Kretz, a fait en 2008, la donation de quelque 1 500 œuvres (sculptures, dessins, peintures, gravures...) à la Ville de Mont-de-Marsan.  
L'œuvre de Léopold Kretz se trouve au Musée Despiau-Wlérick de Mont-de-Marsan où elle est présentée au public.

## Œuvres
- Autoportrait, 1960, Musée des Beaux-Arts et d'Archéologie Joseph-Déchelette, Roanne
- Un homme  une femme, Groupe scolaire Charles Arnould, 125 boulevard Charles Arnould, Reims